# コラソン・アキノ

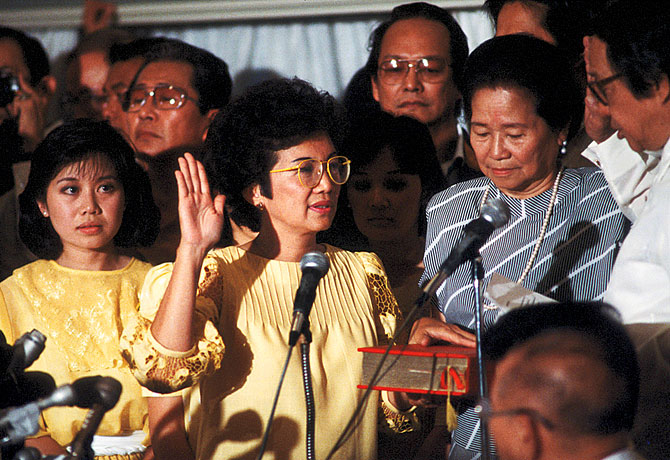
大統領就任宣誓式におけるコラソン・アキノ（1986年2月25日）

マリア・コラソン・スムロン・コファンコ・アキノ（英語: María Corazón Sumulong Cojuangco Aquino、タガログ語: María Corazón Sumulong Cojuangco-Aquino、1933年1月25日 - 2009年8月1日）は、フィリピンの政治家。同国第11代大統領（任期：1986年2月 - 1992年6月）。1983年8月に上院議長である夫のベニグノ・アキノ・ジュニアが暗殺された後、フェルディナンド・マルコス大統領に対抗した。通称はコリーだったため、コリー・アキノと呼ばれた。

## 生涯

### 生い立ち
1933年1月25日にタルラック州パニキにて、富裕な華人の家庭に誕生した。祖先は福建籍の客家である。なお結婚前の名前はマリア・コラソン・スムロン・コファンコ（María Corazón Sumulong Cojuanco）で、中国名は許娜桑。
1953年にアメリカのニューヨーク州にあるマウント・セント・ヴィンセント大学（フランス語専攻）を卒業した。

### ベニグノ・アキノの妻
1954年10月にベニグノ・アキノ・ジュニアと結婚した。夫のベニグノ・アキノ・ジュニアはその後州知事から上院議員となったが、マルコス大統領と対立し、1980年にアメリカ合衆国のニューヨーク州ニューヨークへ亡命した。
1983年8月21日にマルコス大統領の独裁打倒のために帰国したところをマニラ国際空港で暗殺され、これを機に妻のコラソン・アキノが急速に反マルコス独裁の象徴となっていった。
1985年11月にアメリカのテレビ放送のインタビューで、マルコスが政権の正当性と権威に対する疑問を払拭するために1986年2月の繰り上げ大統領選挙を実施することを突如発表したことは世界を驚愕させた。最初はアキノは大統領選挙に立候補することに消極的だったが、100万人の署名が集まり、人々の叫びに耳を傾けることを説得された。当初は協力を拒んでいた亡き夫の親友で野党実力者のサルバドール・ラウレル（後のアキノ政権の副大統領）と共闘して、マルコスに対抗することも決まった。

### 革命
1986年2月に行われた繰り上げ大統領選挙に出馬し、マルコスもアキノも勝利宣言をする。この時、マルコス陣営の得票不正操作が判明し、フアン・ポンセ・エンリレ国防相やフィデル・ラモス参謀長ら国軍改革派が決起し、結果100万の市民がこれを支持して通りを埋め尽くしたため、マルコスは権力を失って2月25日にコラソン・アキノが大統領就任を宣言した。マルコスはアメリカ軍に一家を北イロコス州へ避難させることを要請し、一家はヘリコプターでマラカニアン宮殿を脱出するが、意に反してハワイへ飛び、事実上の亡命に追い込まれた。これをエドゥサ革命またはピープル・パワー革命と呼び、この大統領就任を受けて、タイム誌から1986年のパーソン・オブ・ザ・イヤーに選出された。

### 大統領時代

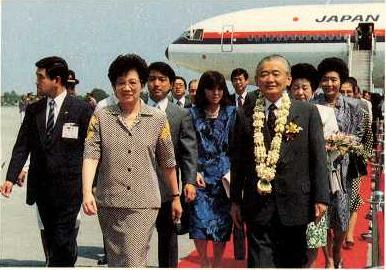
内閣総理大臣竹下登と（1989年5月）

1986年2月の大統領就任後はすぐにマルコス時代の1973年に制定された憲法を停止し、1987年2月には市民的自由・人権・社会正義・多選禁止に重点を置いた新憲法が76パーセントの圧倒的な支持を得て承認された。
1987年1月に農民と農業労働者が真の労働改革を要求し、大統領府を目指してデモ行進が始まった。デモ隊が設定された境界線を越えようとしたことから、海兵隊がデモ隊に発砲して死者13名・負傷者51名を出し（メンディオラ事件）、政権の閣僚が相次ぎ辞任することになった。アキノ政権は同年7月に国民の声に応えて農家の自立育成を掲げ、包括的な農地改革プログラムを発表した。そして翌年の1988年に農地改革法が制定された。
1991年に新たに地方自治法が制定され、地方自治を前面に打ち出して地方分権が積極的に推進された。
アメリカ政府からの260億ドルの対外債務に対処するために動いたが、最終的には国際信用格付けを回復するため、債務残高の40億ドルを完済した。しかし同時に追加で90億ドルを借入れた。1986年は3.4％のプラス成長を記録したものの、幾度も国軍のクーデター未遂事件が起こったのと、1991年6月にピナトゥボ山が大噴火を起こし、被害は中部ルソン一帯に広がった影響で、フィリピン経済は停滞した。
アキノが以前から新憲法に基づき、フィリピンに駐留しているアメリカ軍の撤退を要求していたことに加え、ピナトゥボ山の大噴火による影響が重なり、同年にアメリカ軍のフィリピンからの撤退も決まった。大統領最後の年にはインフレーション率は17パーセントにまで上昇していた。

### 退任後
1992年6月に任期満了で大統領を退任する。後継者に指名したのは1986年の革命で活躍し、その後参謀総長や国防相に任じていたフィデル・ラモスだった。
その後1999年6月から日本の三洋電機の社外取締役を務め、その後は最高顧問を務めたが、同社の経営不振のあおりを受けて2007年3月末日で辞任した。
2008年3月に結腸癌であることを公表し、闘病の後に2009年8月1日に76歳で死去した。
2010年より発行されている新500ペソ紙幣に、夫婦揃って肖像が使用されている。2010年から2016年までに発行された紙幣には、その傍に息子のベニグノ・アキノ3世の署名が添えられていた。

## 家族
1954年10月にベニグノ・アキノ・ジュニアと結婚し、2人の間に5人の子供がいる。長男はタルラック州選出の前上院議員で、第15代大統領のベニグノ・アキノ3世、四女はフィリピンの女優クリス・アキノである。